# الزهراء الرياضية (كرة السلة)
الزهراء الرياضية لكرة السلة (بالفرنسية: Ezzahra Sports)‏، هو نادي كرة سلة تونسي للمحترفين تأسس في سنة 1936 يقع مقره في مدينة الزهراء في تونس. ينافس في بطولة تونس لكرة السلة للرجال وبطولة تونس لكرة السلة للسيدات، الدرجة الأعلى للدوري في تونس، وحقق اللقب المحلي ست مرات في فئة الرجال وأربع مرات في فئة السيدات، و يمثل تونس في المنافسات القارية والدولية.

## سجل ألقاب النادي لكرة السلة
فريق الرجال :
- البطولة التونسية  (6) : 1982، 1983، 1993، 1994، 1997، 1999.

♦ الدور النهائي  (4) : 1991، 1998، 2021، 2022.
- الدرجة الثانية  (1) : 2020.

- كأس تونس  (5) : 1985، 1988، 1991، 1995، 1998.

♦ الدور النهائي  (2) : 1983، 2000.
- كأس الجامعة  (1) : 2012.

- كأس العرب للأندية الأبطال لكرة السلة (0) :

♦ المرتبة الثالثة  (3) : 1993، 1997، 2021.
فريق السيدات  :
- البطولة التونسية للسيدات  (4) : 1971، 1972، 1973، 2021.

- كأس تونس للسيدات  (2) : 1970، 2021.

## وصلات خارجية
- AfricaBasket.com صفحة النادي على
- صفحة الزهراء الرياضية على موقع كوووة.
- الموقع الرسمي للجامعة التونسية لكرة السلة.